# Edmond H. Fischer
Dr Edmond H. Fischer, född 6 april 1920 i Shanghai, död 27 augusti 2021 i Seattle, Washington, var en amerikansk biokemist. Han tilldelades Nobelpriset i fysiologi eller medicin 1992 tillsammans med Edwin G. Krebs för deras upptäckt hur fosforylering aktiverar proteiner och reglerar processer i cellen.